# ハッピー フィート
『ハッピー フィート』（原題：Happy Feet）は、2006年に制作されたフルCGアニメーションのオーストラリア、アメリカ合衆国の映画。
2006年アカデミー長編アニメ映画賞の受賞作品。主題歌『Song of the Heart』は、2006年ゴールデングローブ賞主題歌賞を受賞している。

## 概要
南極を舞台に、音痴だがタップ・ダンスが得意なコウテイペンギンのマンブルを主人公に描いた作品である。
劇中の設定では、コウテイペンギンたちは各々の心の歌で相手に求愛をしなくてはいけないため、音痴というのはコウテイペンギンにとっては致命的な欠点となっている。
コウテイペンギンたちが歌う曲には往年の歌手のヒットソングが使われている。オリジナルソング『Song of the Heart』はプリンスが手がけた。
マンブルの声優は、映画『ロード・オブ・ザ・リング』シリーズで主演したイライジャ・ウッドが、ラモン・ラブレイスの声優はロビン・ウィリアムズが担当。
2007年7月20日に、ワーナー・ブラザース・ホームエンターテイメントからDVDとUMDが同時に発売され、2008年6月11日にはブルーレイ版が発売された。
5年後の2011年に続編の『ハッピー フィート2 踊るペンギンレスキュー隊』が3D映画として公開。日本では同年11月26日より公開される。

## ストーリー
歌が全てのペンギンの暮らす氷の国、エンペラー帝国。そこで暮らすコウテイペンギンのメンフィスとノーマ・ジーンの間に、マンブルという子供が生まれた。その卵はクチバシではなく足から出てきたのだ。パタパタと足を動かすマンブルの仕草をノーマ・ジーンは受け入れたが、メンフィスは不満に思っていた。
マンブルは音痴だった。しかもマンブルは歌うのではなく足をタップダンスのように動かすのが癖になっていたのだ。成長したマンブルは学校の卒業式の日を迎える。卒業式では海まで遠出するが、他の卒業生たちの歌を音痴のマンブルは邪魔することになり、独りで先に帰ろうとしたところ、氷山から落ち、ヒョウアザラシに追われてエンペラー帝国から遠くに来てしまう。
マンブルはアデリーペンギンの5人組・アミーゴスと出会う。マンブルのダンスをアミーゴスは大絶賛し仲良くなる。帝国へ戻る途中、マンブルたちは謎の“エイリアン”と遭遇した。多くの疑問を晴らすため、“教祖”ラブレイスを訪ねたが何も答えは得られなかった。
マンブルがエンペラー帝国に戻ると、そこでは既に求愛行動の季節。グローリアは大勢の男性陣に囲まれて心の歌を捧げられていた。アミーゴスのリーダーであるラモンは、マンブルの求愛を手助けするために影武者として『Mi Manera』を歌うが、グローリアにはお見通しで逆に機嫌を損ねてしまう。マンブルは、自分のタップダンスのリズムに合わせてグローリアに歌ってくれと頼み、グローリアは応じる。マンブルのタップとグローリアの心の歌のコーラスに二人は踊りはじめ、やがて他のペンギンたちも一緒に踊り出す。これを見た長老のノアは、最近、魚が採れなくなってしまったのはマンブルの責任だと帝国からの追放を命じる。マンブルは魚不足の原因は、謎の“エイリアン”のせいだと主張したが、ノーマ・ジーンとグローリアしかマンブルの話を信じなかった。
ラブレイスが首飾りを授かったという“禁断の海岸”まで、マンブルとアミーゴスの面々は遠く旅をし、ついに“エイリアン”の船を見つける。離れて行く船をマンブルは独りで追いかけ、更に遠くへ泳いでいく。疲れ果てたマンブルは気を失ってしまう。
マンブルが意識を取り戻したとき、そこには無気力なペンギンたちがいて周囲をガラスで囲われていた。その外には“エイリアン”たちがいた。マンブルは“エイリアン”たちとコンタクトを取ろうと努めるが、何の反応もなく、何もせずに魚が食べられるという状況に次第に他のペンギン同様に無気力になっていく。ある日、“エイリアン”の子供がペンギンたちの住むところを囲っているガラス窓を叩いた時、マンブルは無意識のうちにそのリズムに合わせて踊り始めた。すると、大勢の“エイリアン”たちがその様子を見ようと周りに集まってきた。
正気に戻ったマンブルは“エイリアン”の装置を背負って、エンペラー帝国へ帰ってきた。マンブルの背中の装置で長老もマンブルの話を信じ、“エイリアン”とコンタクトするために皆で並んでダンスをした。“エイリアン”の研究チームがこの様子を撮影し公開されたことで、“エイリアン”たちは南極で漁をし過ぎたことを悟った。
やがて、魚の数も元に戻り、コウテイペンギンたちとアミーゴスは踊って祝うのだった。

## 登場キャラクター
登場キャラクター名の後に、吹き替えを担当した俳優名。日本語吹き替えを担当した俳優名を記した。

### コウテイペンギン
マンブル - イライジャ・ウッド（日本語吹替え：手越祐也〈NEWS〉）/ 幼少時 - E・G・デイリー（加藤清史郎）
本作の主人公。卵から孵る際に、普通のペンギンはクチバシから産まれるところを足から産まれた。歌は音痴だが、プロ顔負けのタップダンスで自分を表現する。大人のペンギンになっても、羽毛は幼児期と同じ綿毛のままであり、陰から「産毛の塊」とまで言われている。
グローリア - ブリタニー・マーフィ （園崎未恵）/ 幼少時 - アリッサ・シャファー
マンブルより少しばかり早く生まれた。マンブルが孵る際に、足だけ出してタップダンスのように足を動かし、はっきりとしゃべらないのを見てマンブル（もごもご君）と名づける。小さな頃からとても綺麗な歌声で歌い、豪華な成長を遂げ、歌姫となる。
メンフィス - ヒュー・ジャックマン （てらそままさき）
マンブルの父親。抱卵のさなかに仕出かしてしまったある出来事が原因で息子が歌わないペンギンになったと自責する。マンブルにはペンギンらしくなって欲しいと、踊ることには否定的。
モデルは、エルヴィス・プレスリー。劇中でもエルヴィス・プレスリーの『ハートブレイク・ホテル』を心の歌として歌っている。テネシー州メンフィスは、エルヴィス・プレスリー所縁の地名でもある。
ノーマ・ジーン - ニコール・キッドマン（冬馬由美）
マンブルの母親。マンブルが踊るのは、マンブルの個性と容認している。息子のすべてを受け入れる、偉大な母。
名前の由来は、マリリン・モンローの本名。マリリン・モンローの特徴でもある口元のホクロのように、左胸にホクロのような模様がある。
ノア - ヒューゴ・ウィービング（水野龍司）
長老。魚が獲れなくなったのは、秩序を乱すマンブルのせいであるとし、「最近の魚不足はペンギンの秩序を乱すマンブルという存在がいるからだ」という理由で追放を言い渡す。
ミス・バイオラ - マグダ・ズバンスキー（さとうあい）
コウテイペンギンの子供たちの学校の女教師。心の歌を子供たちに教えるが、マンブルにはお手上げ状態。
ミセス・アストラカン - ミリアム・マーゴリーズ（真山亜子）
ミス・バイオラから匙を投げられたマンブルをメンフィスとノーマ・ジーンが連れて行った名教師。オペラ歌手のような体格と声である。

### アデリーペンギン
アミーゴス
ラテン系なアデリーペンギンの5人組。マンブルのタップダンスを気に入り、行動を供にする。リーダー格は、ラモン。
ラモン - ロビン・ウィリアムズ（ブラザートム）
ラウル - ロンバルト・ボヤー（高木渉）
ネスター - カルロス・アラズラキ（稲葉実）
ロンバルト - ジョニーサンチェス三世（多田野曜平）
リナルド - ジェフ・ガルシア（小森創介）
ロンバルトとリナルドは双子の兄弟。

### イワトビペンギン
ラブレイス - ロビン・ウィリアムズ（ブラザートム）
イワトビペンギン。アデリーペンギンの群れに、教祖として納まって、さまざまな預言を行っている。
首には、神から授かったという首飾り（カリスマパワーのネックレスと本人は言っている）が付けられている。
願いを聞くためには小石が必要である。

### トウゾクカモメ
アルファ・スクーア - アンソニー・ラパーリア（石井隆夫）
トウゾクカモメ。雪原に独りでいたマンブルを食べようとする。
片足に黄色い輪がつけられており、本人はエイリアンにアブダクションされ、つけられたと主張する。

## スタッフ
- 監督・製作：ジョージ・ミラー
- 製作総指揮：ブルース・バーマン
- 音楽：ジョン・パウエル

## その他
- 監督は当初、自身が制作・脚本を担当した「ベイブ」のように、登場するキャラクター達を実写で表現するつもりだったが、ペンギンに踊りを教えるのは不可能と知り、フルCG映像にすることを決心した[4]。
- ダンスシーンは実際のダンサー達に踊らせ、モーションキャプチャでその動きを取り込む手法をとっている。主人公・マンブルのダンスシーンはタップの神様と言われているセビアン・グローバーが演じている。
- 劇中で使用される『Kiss』の歌詞の変更をプリンスに許諾してもらう際、当初は拒否していたプリンスだったが、完成直前の映像を観て、歌詞の変更を快諾。その上、エンディングテーマ『Song of the Heart』を書き下ろし、提供した。

## 興行成績
アメリカでは2006年11月17日に3804館で公開され4153万ドルを稼ぎ、同日公開の『007 カジノ・ロワイヤル』（3434館、4083万ドル）を抑え、週末興行成績で初登場1位になった。3週連続1位となり、トップ10内には8週間いた。興行収入は累算2億ドル弱のヒットとなり、また批評家からの反応も上々である。
同年では、『パイレーツ・オブ・カリビアン』続編の興行、3週連続1位と並ぶ。またイギリス、オーストラリアなどでも、初登場1位の興行成績を残し、世界的に大ヒットした。

## 受賞・ノミネート

### 受賞
第79回アカデミー賞
- 長編アニメ映画賞

第64回ゴールデングローブ賞
- 主題歌賞

第60回英国アカデミー賞
- 長編アニメ映画賞

その他 受賞
- 第32回ロサンゼルス映画批評家協会賞
- 第72回ニューヨーク映画批評家協会賞
- ワシントンD.C.映画批評家協会賞
- アメリカ映画協会賞
- ニューヨークオンライン映画批評家協会賞

### ノミネート
第64回ゴールデングローブ賞
- アニメーション映画賞

第34回アニー賞
- 作品賞
- 脚本賞

ゴールデンサテライト賞
- アニメーション・ミックスメディア映画賞